# その時、カノジョは。
『その時、カノジョは。』は日本のテレビアニメ。九州朝日放送にて2018年10月から12月にかけて5分枠で放送された。
「恋する絵本（アニメ）」を題材として、イラストを1枚ずつ見せる形で制作される。福岡の女性のリアルな恋愛を描く。

## 登場人物
アイコ
声 - 福田愛依
モエ
声 - 奈緒
ユカリ
声 - 高田里穂
ミワコ
声 - 内田真礼
ユウタ
声 - 浦田わたる
トモノリ
声 - 高野洸
コウスケ
声 - 荒牧慶彦
テッチャン
声 - となりの坂田。
ユカコ
声 - 園山ひかり
歴史教師
声 - 足立信彦
チアキ
声 - 夜道雪
バーテンダー
声 - 浦田わたる
母親
声 - 渡邉とかげ
子供
声 - 松井友有貴

## スタッフ
- 原案・キャラクターデザイン - 窪之内英策
- 監督 - 番場進
- 脚本 - 夏生さえり
- 作画 - 遠藤将之、島村仁子、山崎浩子
- 実写撮影監督 - 大目貴之
- 実写撮影 - 森永雅人、岩永さくら、森辺ほのか
- 音効 - 創音
- 撮影監督 - 村上慎弥
- 撮影 - 飯田健斗
- 実写メイク - 河本理佳
- 実写モデル - natsuko、鈴木永遠
- MA - ソニーPCL
- 制作協力 - GORILLAFILM、maruco、STUDIO HARD、24Frame、G-angle、TriF studio
- 制作 - MASTER LIGHTS
- 企画製作 - ソノカノProject

## 主題歌
エンディングテーマ「MajiでKoiする5秒前」
作詞・作曲 - 竹内まりや / 編曲 - 伊藤賢 / 歌 - アイコ（福田愛依）

## 各話リスト
| 話数   | サブタイトル         |
| ------ | -------------------- |
| 第1話  | 恋の予感             |
| 第2話  | 彼の失言             |
| 第3話  | 大人のデート         |
| 第4話  | 何気ない日々         |
| 第5話  | 赤い糸               |
| 第6話  | 彼の言い訳           |
| 第7話  | 雨の休日             |
| 第8話  | 焦る気持ち           |
| 第9話  | 思い出の夏           |
| 第10話 | 彼の未来             |
| 第11話 | はじめてのスニーカー |
| 第12話 | その時、カノジョは。 |

## 放送局
| 放送期間                 | 放送時間                     | 放送局       | 対象地域 | 備考 |
| ------------------------ | ---------------------------- | ------------ | -------- | ---- |
| 2018年10月7日 - 12月23日 | 日曜 0:35 - 0:40（土曜深夜） | 九州朝日放送 | 福岡県   |      |

| 放送期間                 | 放送時間       | 配信元 | 備考 |
| ------------------------ | -------------- | ------ | ---- |
| 2018年10月7日 - 12月23日 | 日曜 1:00 更新 | GYAO!  |      |